# Хуго Льочер
Хуго Льочер (на немски: Hugo Loetscher) е швейцарски писател и журналист, автор на романи, разкази, есета, стихотворения.

## Биография
Хуго Льочер израства в Цюрих. След като полага Матура, следва в Цюрихския университет и в парижката Сорбона философия, социология и литературознание. През 1956 г. става доктор по философия в Цюрих с теза „Политическата философия във Франция след 1945 година“.
След това работи като литературен критик във вестниците „Нойе цюрхер цайтунг“ и „Велтвохе“. От 1958 до 1962 г. е редактор в месечното списание „ду“, а от 1964 до 1969 г. е член на литературния отдел на „Велтвохе“.
През 60-те години Льочер предприема продължителни пътувания в Южна Европа, а по-късно и в Югоизточна Азия. Редовно пребивава в Латинска Америка – преди всичко в Бразилия. Става гост-доцент по поетика в различни университети на САЩ, Германия и Китай.
Хуго Льочер поддържа приятелство с писателя Фридрих Дюренмат и художника Вили Гугенхайм, който рисува портрети и на двамата.
До смъртта си през 2009 г. Льочер живее като писател на свободна практика.

## Награди и отличия
- 1964: Charles-Veillon-Preis
- 1964: Награда на Швейцарска Фондация „Шилер“ за отделна творба
- 1966: „Награда Конрад Фердинанд Майер“
- 1972: Literaturpreis der Stadt Zürich
- 1983: Wolfgang-Amadeus-Mozart-Preis der Goethe-Stiftung
- 1985: „Шилерова награда на Цюрихската кантонална банка“
- 1992: „Голяма Шилерова награда“
- 1994: Orden vom Kreuz des Südens für seine Verdienste um die brasilianische Kultur
- 2004: Ehrenbürgerrecht der Heimatgemeinde Escholzmatt[1]